# بن استیلر
بنجامین ادوارد «بن» استیلر (به انگلیسی: Benjamin Edward "Ben" Stiller) بازیگر، کمدین، کارگردان، صداپیشه و تهیه‌کننده آمریکایی است.

## زندگی‌نامه
در ۳۰ نوامبر ۱۹۶۵ در نیویورک سیتی زاده شد. پدرش جری استیلر و مادرش ان میرا از کمدین‌های مشهور هالیوود بودند. پدر و مادرش جلوی پیشرفت او را در زمینه‌های هنری نمی‌گرفتند و همان‌طور که انتظار می‌رفت بن جوان راه والدینش را دنبال کرد. در کودکی و نوجوانی به علت شهرت مادر و پدرش همیشه ستاره‌ها را می‌دید و با خیلی از آن‌ها در همان سالهای ابتدایی آشنا شده بود. او و خواهرش «امی استیلر» با پوشیدن لباس‌های عجیب و غریب در خانه نمایشنامه‌های شکسپیر را اجرا می‌کردند. مدتی بعد این تفریح تغییر پیدا کرد و در ۱۰ سالگی بن تصمیم گرفت به آن طرف دوربین برود و با دوربین ۸ میلی‌متری شروع به ساخت فیلم کرد. فیلم‌های او داستان ساده‌ای داشتند و بن معمولاً یک موضوع را دنبال می‌کرد آن هم انتقام بود!

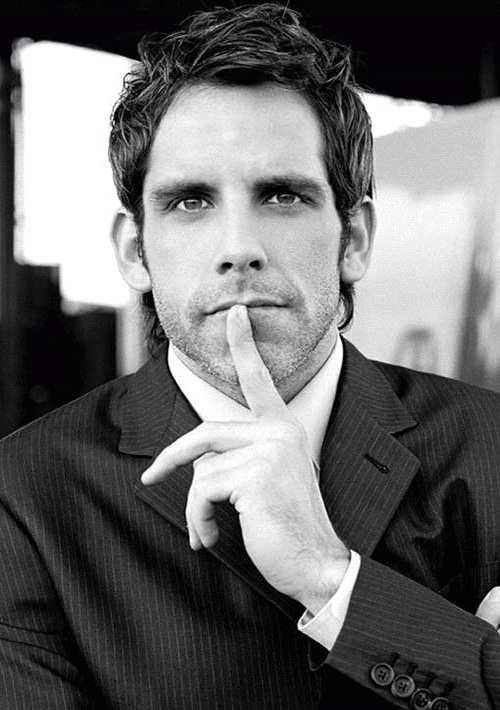
بن استیلر در سال ۲۰۰۶

او قبل از ورود رسمی به هالیوود چند سالی در تئاتر مشغول شد ولی بعد از مدتی اخراج شد و دوباره سراغ ساخت فیلم رفت و اسپوف (اسپوف فیلم‌های ارزان و کمدی هستند که برای مسخره کردن فیلم‌های بزرگ هالیوودی ساخته می‌شوند) «رنگ پول» «مارتین اسکورسیزی» را ساخت. او به جای «تام کروز» «در فیلم اصلی بازی کرد. اسپوف رنگ پول آنقدر بامزه و خنده دار از آب درآمده بود که «لورن مایکلز» مجری شو معروف «شنبه شب زنده» آن را خریداری کرد و در برنامه پخش کرد و اجازه داد استیلر یکسال در برنامه مجری گری کند.
اولین فیلم سینمایی او «امپراتوری خورشید» «استیون اسپیلبرگ» بود. بعد از بازی در این فیلم او دوباره به پشت دوربین رفت و فیلم «بازگشت به بروکلین» را برزای کانال «ام تی وی» ساخت. این فیلم باعث شهرت او در این کانال شد و ام تی وی برنامه‌ای اختصاصی برای استیلر در نظر گرفت و بالاخره در سال ۱۹۹۲ «بن استیلر شو» روی آنتن رفت و موفق نیز شد اما بعد مدتی ام تی وی پخش آن را متوقف کرد و شو به «کانال فاکس» انتقال یافت ولی چیزی نگذشت که فاکس هم به‌دلیل کم بیننده شدن شو آن را متوقف کرد ولی خوشبختانه بن استیلر برای اجرای این برنامه برنده امی شد.
برای مدتی بن در این برنامه و آن برنامه حضور یافت و کم‌کم پولش را برای ساخت یک فیلم جمع کرد و فیلم گزش واقعیت را با بودجه شخصی تهیه و کارگردانی کرد؛ و فیلم پسر کابلی را نیر با حضور جیم کری ساخت.
او با حضور در فیلم «چیزی‌هایی دربارهٔ مری است» مورد توجه قرار گرفت و از آن پس با بازی‌های موفق در کمدی‌های خوب آمریکایی خود را به عنوان یک کمدین اثبات کرد.
او در سال ۲۰۰۰ با کریستین تیلور ازدواج کرد و در سال ۲۰۱۷ از او جدا شد. آنها بعداً در طول قرنطینه همه‌گیری کووید-۱۹ آشتی کردند.

## گزیده فیلم‌شناسی
- یه چیزی راجع به مری هست
- تعقیب آتشین (۱۹۸۷)
- اسب‌های تازه‌نفس (۱۹۸۸)
- نزدیک‌ترین خویشاوند (۱۹۸۹)
- استلا (۱۹۹۰)
- نیش واقعی (۱۹۹۴)
- پسر کابلی (۱۹۹۶)
- اگر لوسی سقوط می‌کرد (۱۹۹۶)
- پسر کابلی (۱۹۹۶)
- تأثیر صفر (۱۹۹۸)
- دوستان و همسایگانت (۱۹۹۸)
- در مورد مری چیزی هست (۱۹۹۸)
- نیمه‌شب ماندگار (۱۹۹۸)
- حومه (۱۹۹۹)
- مردان اسرارآمیز (۱۹۹۹)
- حفظ ایمان (۲۰۰۰)
- ملاقات با والدین (۲۰۰۰)
- زولندر (۲۰۰۱)
- خانواده اشرافی تننبام (۲۰۰۱)
- اورنج کانتی (۲۰۰۲)
- پالی شور مرده‌است (۲۰۰۳)
- ملاقات با فاکرها (۲۰۰۴)
- داج بال: داستان یک بازنده واقعی (۲۰۰۴)
- رشک (۲۰۰۴)
- و سپس پالی آمد (۲۰۰۴)
- استارسکی و هاتچ (۲۰۰۴)
- ماداگاسکار (۲۰۰۵)
- شب در موزه (۲۰۰۶)
- دنی روآن (۲۰۰۶)
- مدرسه‌ای برای مزدوران (۲۰۰۶)
- کودک دل‌شکسته (۲۰۰۷)
- شمارش معکوس کریسمس المو (۲۰۰۷)
- ماداگاسکار: فرار به آفریقا (۲۰۰۸)
- تجربه مارک پیز (۲۰۰۹)
- وسواس (۲۰۰۹)
- شب در موزه ۲ (۲۰۰۹)
- من هنوز اینجا هستم (۲۰۱۰)
- ابرذهن (۲۰۱۰)
- فاکرهای کوچک (۲۰۱۰)
- سرقت از برج (۲۰۱۱)
- دیدبان(۲۰۱۲)
- ماداگاسکار ۳: تحت تعقیب‌ترین‌های اروپا (۲۰۱۲)
- ساعت مچی (۲۰۱۲)
- او بسیار مشهورتر از تو است (۲۰۱۳)
- زندگی پنهان والتر میتی (۲۰۱۳)
- شب در موزه: راز مقبره (۲۰۱۴)
- تا وقتی جوانیم (۲۰۱۴)
- زولندر ۲ (۲۰۱۶)
- دو برابر فکر نمی‌کنم (۲۰۱۶)
- داستان‌های مایروویتز (۲۰۱۷)
- وضعیت برد (۲۰۱۷)
- هالووین هیوبی (۲۰۲۰)
- قرنطینه (۲۰۲۱)
- فندوق‌شکن‌ها (۲۰۲۴)
- هپی گیلمور ۲ (۲۰۲۵)
- دینک (۲۰۲۶)

### تلویزیون
- زیاد ذوق‌زده نشو
- دوستان
- ساتردی نایت لایو
- جداسازی

## تهیه‌کننده
- ۳۰ دقیقه یا کمتر
- تندر استوایی